# Anna-Marie McLemore
Anna-Marie McLemore est une personnalité mexicano-américaine de la littérature. Son premier roman, When the Moon Was Ours, obtient le prix Otherwise en 2016 et un Stonewall Book Award en 2017. McLemore se définit comme « queer, Latine, nonbinary ».

## Biographie

### Jeunesse
Anna-Marie McLemore nait dans la région des Monts San Gabriel et grandit en Californie du Sud, dans une famille de grands lecteurs. Malgré ses difficultés de lecture liées à sa dyslexie, son ambition est, dès l'enfance, d'écrire des livres. Son envie s'intensifie avec le constat qu'il n'existe que peu d'histoires reflétant son expérience de vie de personne mexicano-américaine, queer et non binaire.

### Carrière littéraire
Anna-Marie McLemore commence sa carrière littéraire par la publication de six nouvelles dans des anthologies de Cleis Press qui lui valent, en 2011, une nomination comme « Lambda Literary Emerging Writer Fellow ». McLemore continue par la suite de publier des nouvelles dans des anthologies, comme The Radical Element, All Out, et Toil & Trouble en 2018. En 2024, une anthologie à laquelle McLemore a contribué, The Collectors: Stories, remporte le prix Michael L. Printz. 
Ses œuvres relèvent du réalisme magiqueet s'inspirent de contes de fées et du folklore mexicano-américain. À travers ses multiples réécritures de contes et de récits classiques, Anna-Marie McLemore intègre des thèmes qui se rapportent à l'identité, notamment concernant le genre et la transidentité, la fluidité de genre, mais aussi la culture latino.
Son premier roman, The Weight of Feathers, est publié en 2015. Il s'agit d'une romance, qui explore plusieurs enjeux sociaux tels que la discrimination et la marginalisation. En 2016, il fait partie des finalistes du prix William C. Morris (en).
Son deuxième roman, When the Moon Was Ours, paru en 2016, remporte le prix Otherwise en 2016 et un Stonewall Book Award en 2017. Il est également présélectionné (long listed) pour un National Book Award. Il traite notamment de dysphorie de genre au travers du parcours de son personnage principal, un garçon trans. Pour les chercheurs Summer Melody Pennell, Angel Daniel Matos et Henry Miller, dans cette œuvre, Anna-Marie McLemore subvertit les narratifs trans occidentaux habituels, ainsi que les normes sociales pesant sur les personnes trans et queers.
Son troisième roman, Wild Beauty, parait en 2017 chez Feiwel and Friends. À travers le parcours d'une génération de jeunes femmes, il aborde notamment le thème de la bisexualité. Il est listé par les magazines Kirkus, School Library Journal, et Booklist (en) comme l'un des meilleurs livres de l'année 2017. Il est sélectionné en octobre 2017 pour club de lecture du magazine Bustle (en), qui le qualifie de « féministe ».
Son quatrième roman, Blanca & Roja, parait en 2018. Il s'agit d'une réécriture du ballet Le Lac des cygnes et du conte Blanche-Neige et Rose-Rouge des frères Grimm, dans un cadre latino. Illustré par Danielle Mazzella di Bosco, il suit l'histoire de deux sœurs rivales dans un univers de fantasy. Il fait partie de la liste des meilleurs livres de l'année 2018 du School Library Journal.
Son cinquième roman, Dark and Deepest Red, est publié en 2020. C'est une réécriture du conte Les Chaussons rouges d'Andersen, dans le contexte de l'épidémie dansante de 1518 à Strasbourg. Il aborde les thèmes du genre, de la racisation et de l'altérité sociale. Il est nommé pour le prix Otherwise 2021. Il est également sélectionné sur la liste des « 100 meilleurs livres de fantasy de tous les temps » du Time.
Son sixième roman, Miss Meteor (en), coécrit avec Tehlor Kay Mejia (en), est publié en 2020 chez HarperCollins. Il est sélectionné sur la liste «  Best Young Adult Science Fiction, Fantasy, and Horror of 2020 » du magazine Reactor (en) et sur la liste Best Fiction for Young Adults (en) de l'American Library Association.
Son septembre roman, The Mirror Season, inspiré par le conte La Reine des neiges, parait en 2021. Son huitième roman, Lakelore, est publié en mars 2022. Il suit deux adolescents trans non-binaires mexicano-américains et neuroatypiques : Lore, qui est dyslexique, et Bastian, qui a un TDAH.
Son neuvième roman, Self-Made Boys: A Great Gatsby Remix, publié en 2022, est le cinquième volume de la série Remixed Classics de l'éditeur Feiwel & Friends, qui réinterprète des classiques de la littérature. Self-Made Boys est une réécriture de Gatsy le Magnifique, qui aborde les thèmes du racisme, du classisme et de la masculinité toxique. Il est présélectionné (long listed) pour le National Book Award 2022 dans la catégorie National Book Award for Young People's Literature (en).
Son dixième roman, Venom & Vow, coérit avec Elliott McLemore, parait en 2023. En 2024 paraissent deux romans d'Anna-Marie McLemore : Flawless Girls, un roman young adult d'horreur,, et The Influencers, son premier livre à destination d'un lectorat adulte.

### Vie privée
Anna-Marie McLemore se définit comme queer, non binaire et latino et utilise le pronom they singulier en anglais. Son époux, Elliott McLemore, est un homme trans non-binaire, lui aussi auteur.

## Œuvres

### Romans jeunesse
- (en) The Weight of Feathers, 2015
- (en) When the Moon Was Ours, 2016
- (en) Wild Beauty, 2017
- (en) Blanca & Roja, 2018
- (en) Miss Meteor, 2020Écrit avec Tehlor Kay Mejia (en).
- (en) Dark and Deepest Red, 2020
- (en) The Mirror Season, 2021
- (en) Lakelore, 2022
- (en) Self-Made Boys: A Great Gatsby Remix, 2022
- (en) Venom & Vow, 2023
- (en) Flawless Girls, 2024

### Romans adultes
- (en) The Influencer, 2025

## Prix et distinctions

### Prix remportés
- 2016 : prix Otherwise pour When the Moon Was Ours[10]
- 2017 : Stonewall Book Award pour When the Moon Was Ours[11]
- 2024 : prix Michael L. Printz pour sa nouvelle dans The Collectors: Stories[5]

### Sélections
- 2016 : finaliste du prix William C. Morris (en) pour The Weight of Feathers[9]
- 2016 : présélectionné pour un National Book Award pour When the Moon Was Ours[12]
- 2021 : nomination au prix Otherwise pour Deep and Darkest Red[21]
- 2022 : présélectionné pour un National Book Award pour Self-Made Boys: A Great Gatsby Remix[27]